# Список рыб, занесённых в Красную книгу Таджикистана
В данный список включены 14 видов и подвидов рыб, вошедших в последнее (второе) издание Красной книги Республики Таджикистан (2015).

## ОтрядКарпообразные(Cypriniformes)
- Аральский усач (Barbus brachycephalus brachycephalus) — VU. Уязвимый[2]
- Аральская щиповка[нем.] (Sabanejewia aurata aralensis) — EN. Вымирающий. В книге указан как Cobitis aurata aralensis[3]
- Восточный лещ (Abramis brama orientalis) — VU. Уязвимый[4]
- Остролучка (Capoetobrama kuschakewitschi) — EN. Вымирающий[5]
- Туркестанский усач (Luciobarbus capito conocephalus) — VU. Уязвимый[6]
- Щуковидный жерех (Aspiolucius esocinus) — CR. Находится в критическом состоянии[7]

## ОтрядЛососеобразные(Salmoniformes)
- Амударьинская форель (Salmo trutta oxianus) — VU. Уязвимый[8]
- Аральский лосось (Salmo trutta aralensis) — EN. Вымирающий[9]

## ОтрядОсетрообразные(Acipenseriformes)
- Амударьинский большой лопатонос (Pseudoscaphirhynchus kaufmanni) — CR. Находится в критическом состоянии[10]
- Амударьинский малый лопатонос (Pseudoscaphirhynchus hermanni) — EN. Вымирающий[11]
- Сырдарьинский лопатонос (Pseudoscaphirhynchus fedtschenkoi) — CR. Находится в критическом состоянии[12]
- Шип (Acipenser nudiventris) — CR. Находится в критическом состоянии[13]

## ОтрядСомообразные(Siluriformes)
- Туркестанский сомик (Glyptosternon reticulatum) — VU. Уязвимый[14]

## ОтрядЩукообразные(Esociformes)
- Обыкновенная щука (Esox lucius) — EN. Вымирающий[15]